# Opisthotropis alcalai
Opisthotropis alcalai är en ormart som beskrevs av Brown och Leviton 1961. Opisthotropis alcalai ingår i släktet Opisthotropis och familjen snokar. Inga underarter finns listade i Catalogue of Life.
Denna orm förekommer i bergstrakten kring vulkanen Malindang på ön Mindanao som tillför Filippinerna. Exemplar hittades vid cirka 1000 meter över havet. Habitatet utgörs av fuktiga skogar. Honor lägger ägg.
Illegalt skogsbruk och skogens omvandling till jordbruksmark hotar beståndet. Endast intill vattendrag finns smala skogar kvar. IUCN kategoriserar arten globalt som starkt hotad.